# Жанаозен (аэропорт)

Жанаозен (бывш. Но́вый Узе́нь) — аэропорт местных воздушных линий вблизи одноимённого города в Мангистауской области Казахстана.
Аэродром Жанаозен 3 класса, рассчитан на приём самолётов Ан-24, Як-40 и всех более лёгких, а также вертолёты всех типов. В 1990-х аэродром заброшен и с тех пор используется как посадочная площадка для самолётов класса А (Ан-2 и им подобные) и вертолётов при проведении авиационных работ.
По состоянию на 2013 год на территории бывшего аэропорта осуществляется строительство типового военного городка для воинской части внутренних войск МВД Республики Казахстан.